# Episymploce fangensis
Episymploce fangensis es una especie de cucaracha del género Episymploce, familia Ectobiidae.

## Distribución
Esta especie se encuentra en Tailandia.